# Patrick Bernardini
Pour les articles homonymes, voir Bernardini.
Pas d'image ? Cliquez ici
Patrick Bernardini est un pilote de rallye automobile corse né le 18 juin 1962 à Ajaccio.

## Biographie
Il commence la compétition en 1982 avec une BMW montée dans le garage familial. Son début de carrière est d'ailleurs associé à d'autres modèles de la marque, à laquelle il reste fidèle jusqu'en 1990 (325i E30, M3 E30...).
Viennent ensuite des participations sur Lancia Delta puis sur Ford Escort RS Cosworth.
Ses plus beaux faits d'armes sont ses deux titres de champion de France en 1994 et 1995, ainsi que sa victoire au Monte-Carlo 1996.

## Palmarès
- 1996 : victoire au rallye Monte-Carlo, et participations à quelques manches du championnat du monde des rallyes 1996;
- 1995 : champion de France des rallyes 1995 sur Ford Escort RS Cosworth (6)
  - Rallye Grasse-Alpin
  - Rallye Alsace-Vosges
  - Ronde Cévenole
  - Rallye du Touquet
  - Critérium des Cévennes
  - Rallye du Var;
- 1994 : champion de France des rallyes 1994 sur Ford Escort RS Cosworth (3)
  - Ronde Cévenole
  - Rallye du Limousin
  - Critérium des Cévennes;
- 1990 : participation au rallye Monte-Carlo et au Tour de Corse sur Lancia Delta groupe N;
- 1986 : 1er groupe N au Tour de Corse sur BMW 325i;
- 1985 : 1er groupe N au Tour de Corse sur BMW 323i.